# Kopffick mit Niveau
Kopffick mit Niveau (Eigenschreibweise: Kopf†"Δk mit Niveau) ist das siebte Album des deutschen Rappers D-Bo. Es erschien am 4. Januar 2013 über das Musiklabel Wolfpack Entertainment. Nach Die Lüge der Freiheit und Auf der Suche nach dem Glück ist es das dritte Album D-Bos, das über seine eigene Plattenfirma veröffentlicht wurde.

## Hintergrund
Nach Veröffentlichung seines Albums Die Lüge der Freiheit begann D-Bo mit der Planung von Kopffick mit Niveau. Im Zuge dessen entstanden Stücke, die laut D-Bo „nicht in das Konzept für ‚Kopffick mit Niveau‘ gepasst haben“. Diese wurden zu einem eigenen Album zusammengefasst. Da das Album Kopffick mit Niveau ursprünglich den Arbeitstitel Glück hatte, entschied D-Bo das 2011 veröffentlichte Album Auf der Suche nach dem Glück zu nennen. Später verwarf D-Bo den Titel Glück, da dieser nicht aussagekräftig genug sei. Als weitere Idee für den Album-Titel wurde D-Bos bürgerlicher Vorname Danny erwogen. Dieser wurde als zu langweilig ausgeschlagen. Ende Mai 2012 erfolgte schließlich die Ankündigung des Albums mit dem Titel Kopffick mit Niveau für den 5. Oktober 2012. Zum Zeitpunkt der Ankündigung war das Album bereits fertig geplant, sodass sich im Anschluss daran nur noch die Aufnahmephase anschloss.
Ende August 2012 wurde die Titelliste des Albums sowie die Gastrapper und -sänger bekannt gegeben. Wenige Wochen später wurde mitgeteilt, dass das Veröffentlichungsdatum des Albums aufgrund rechtlicher Probleme auf den 4. Januar 2013 verschoben werden müsse. D-Bo nannte den genauen Grund nicht, aber verwies darauf, dass die Gefahr bestünde, dass Kopffick mit Niveau bereits kurz nach der Veröffentlichung wieder von Markt genommen werden müsse. Das rechtliche Problem könne bereits bis Dezember geklärt werden. Da das Album jedoch „nicht im Weihnachtsgeschäft völlig untergehen“ solle, wurde der Veröffentlichungstermin in den Januar gelegt.
Der Album-Titel „Kopffick mit Niveau“ verbinde laut Aussage D-Bos die zwei „Schwerpunkte“ der Veröffentlichung. Im Zusammenhang mit dem Begriff „Kopffick“ werden Probleme, Themen aus dem Leben und persönliche Erfahrungen D-Bos thematisiert. Dabei behandeln die Stücke zwar Konflikte, aber enden jeweils mit einer positiven Botschaft. Die niveauvolle Seite des Albums spiegelt sich nach Ansicht D-Bos im Arrangement und den Texten wider. Auf dem Album-Cover ist der Titel in der Eigenschreibweise „Kopf†"Δk mit Niveau“ zu sehen. D-Bo begründete die Schreibweise damit, dass die Verwendung vulgärer Begriffe wie „Ficken“ auf Covern zu Problemen beim Vertrieb des Albums führen können. Besitzer von Elektronik-Märkten lehnen nach D-Bos Aussage die Aufnahme derartiger Produkte ab, sodass er entschied, den Titel „mit Symbolen [zu] kaschieren“.

## Musik
Das Album verbindet Elemente verschiedener musikalischer Stilrichtungen. Seit seinem Album Die Lüge der Freiheit orientiert sich D-Bo verstärkt an elektronischer Musik. Auch für Kopffick mit Niveau bediente er sich nach eigener Aussage an Electro und Dubstep. Zudem kann etwa das Lied Alleine sein dem Genre Indie-Rock zugeordnet werden. Die „Basis“ seiner Musik bilde jedoch weiterhin Hip-Hop. Für einige Stücke erfolgten Aufnahmen mit einem Orchester.
In einem Interview äußerte D-Bo, dass er bereits auf seinen ersten Alben musikalische Crossover einfließen lassen wollte. Da er jedoch keine akustischen Instrumente spielen könne, als Produzent nicht talentiert genug für die Umsetzung sei und in seinem Umfeld nur Hip-Hop-Produzenten gekannt habe, konnte er seine Musik nicht seinen Vorstellungen entsprechend umzusetzen. Max Mostley, der auf Kopffick mit Niveau als Hauptproduzent in Erscheinung tritt, verstehe, D-Bos musikalische Ziele und teile seinen Geschmack. D-Bo versteht Kopffick mit Niveau als erstes Album, das ein fertiges Produkt darstelle. Dagegen seien seine anderen Veröffentlichungen „unfertige Alben“.

## Titelliste
CD 1

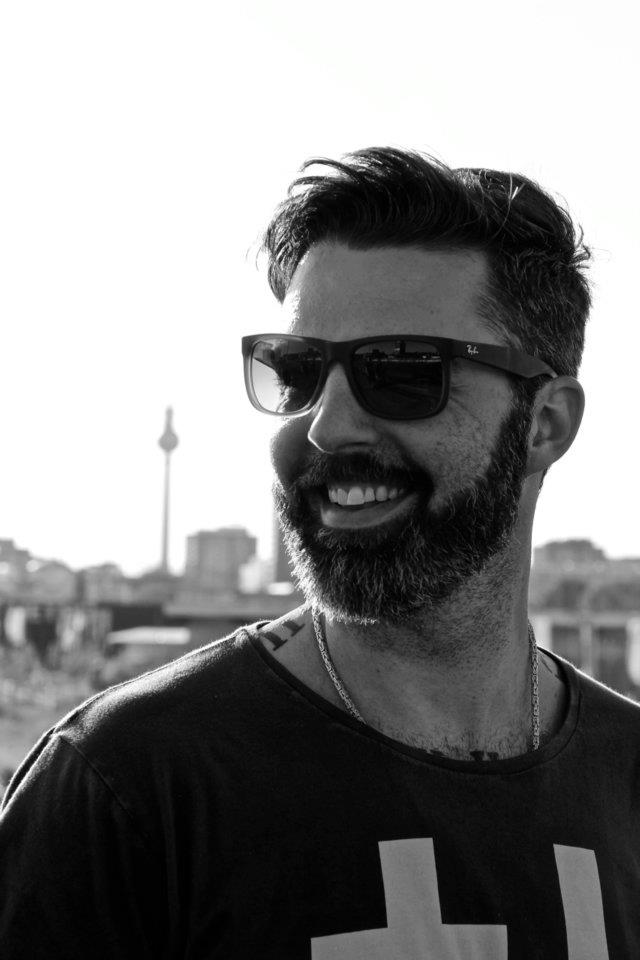
D-Bo (2012)

1. Ich komm' bald wieder (feat. Max Mostley)
2. Zeit zurück (feat. RAF 3.0)
3. Durchzug
4. Blumen (feat. Emine Bahar)
5. Dein Herz
6. Neonlicht
7. Na Und?
8. Hotpants (feat. Max Mostley)
9. Fast Liebe
10. Alleine sein (feat. Max Mostley) (Bonus-Titel)

CD 2
1. Einhorn (feat. Max Mostley)
2. Licht aus (feat. Max Mostley)
3. Ist okay (feat. Max Mostley)
4. Das Dach
5. Hasenherz
6. Es schlägt
7. Seltsames Leben (feat. Karo)
8. Daddy
9. Schlafen

## Vermarktung
Am 10. August 2012 erschien mit Alleine sein die erste Single zu Kopffick mit Niveau als Download. Das Video war einen Tag vor der Single veröffentlicht worden. Die Single enthält neben der Album-Version des Stücks auch das Instrumental von Max Mostley sowie die A-cappella-Version. Als zweite Single wurde das Stück Durchzug am 28. September 2012 veröffentlicht. Auf der ebenfalls nur als Download erschienenen Single sind die Album-, Instrumental- und A-cappella-Version sowie der „Arctic Remix“ und der „Phil Serious Remix“ von Durchzug vertreten. Ein Video zum Song erschien parallel zur Single-Veröffentlichung. Am 16. November folgte das Lied Dein Herz als dritte Single. Ursprünglich sollte diese erst am 23. November erscheinen, wurde aber kurzfristig vorverlegt. Die Download-Single enthält die Album-, Instrumental- und A-cappella-Version sowie den „Phil Serious Remix“ des Stücks. Drei Tage vor der Single-Veröffentlichung erschien das dazugehörige Video, in dem ein verliebtes, schwules Paar dargestellt wird, exklusiv auf der Nachrichten-Website Stern.de. Sowohl das Video zu Durchzug als auch zu Dein Herz wurden in New York City gedreht. Im Fall von Durchzug sei laut Aussage D-Bos zum Beispiel keine deutsche Großstadt in Frage gekommen. Der Text des Stücks behandele die Flucht des Erzählers aus seinem Umfeld in einen Tagtraum, in dem er als Feuerwehrmann in den Vereinigten Staaten arbeitet. Die Kulisse New Yorks diene der Visualisierung der Hektik.

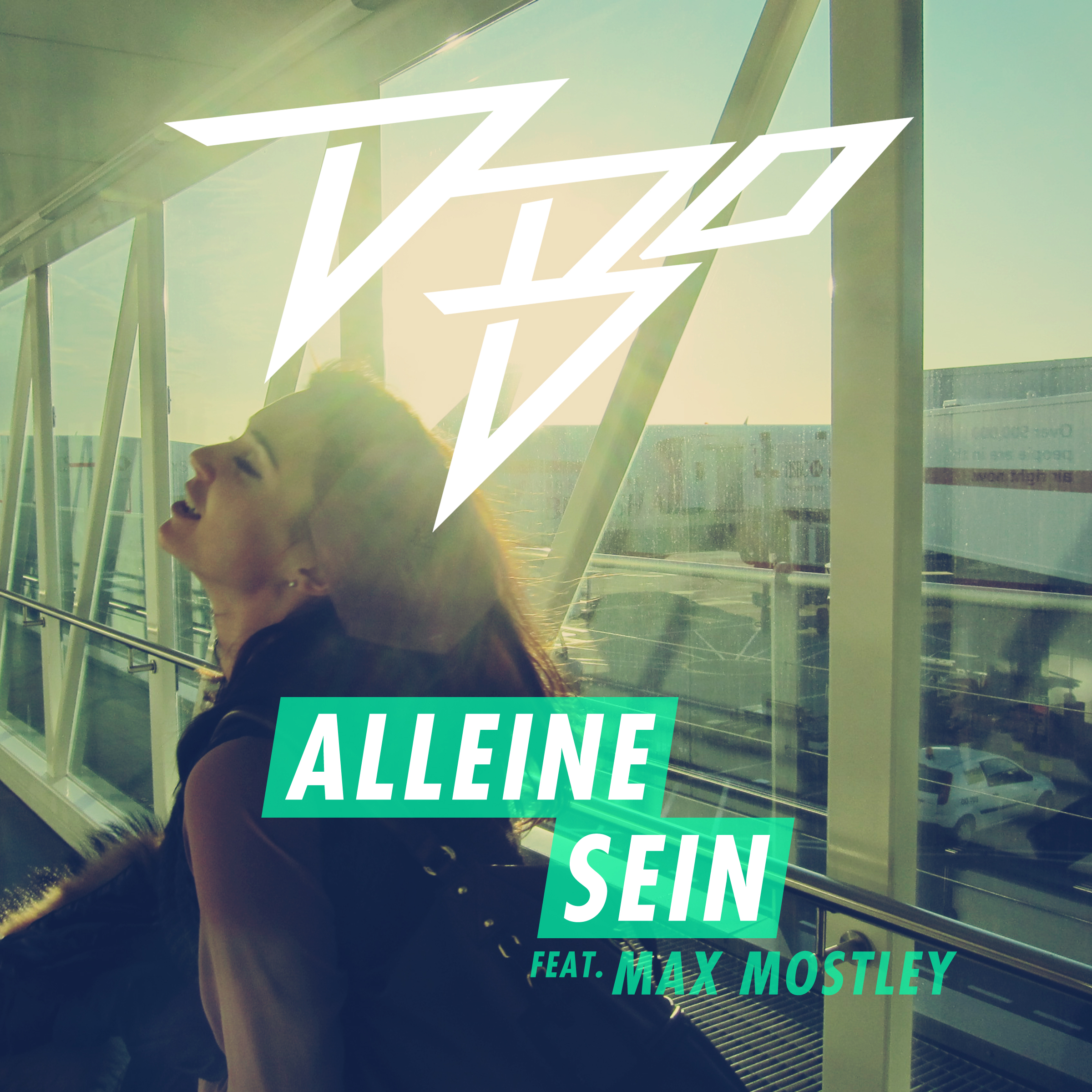
Cover der Single „Alleine sein“
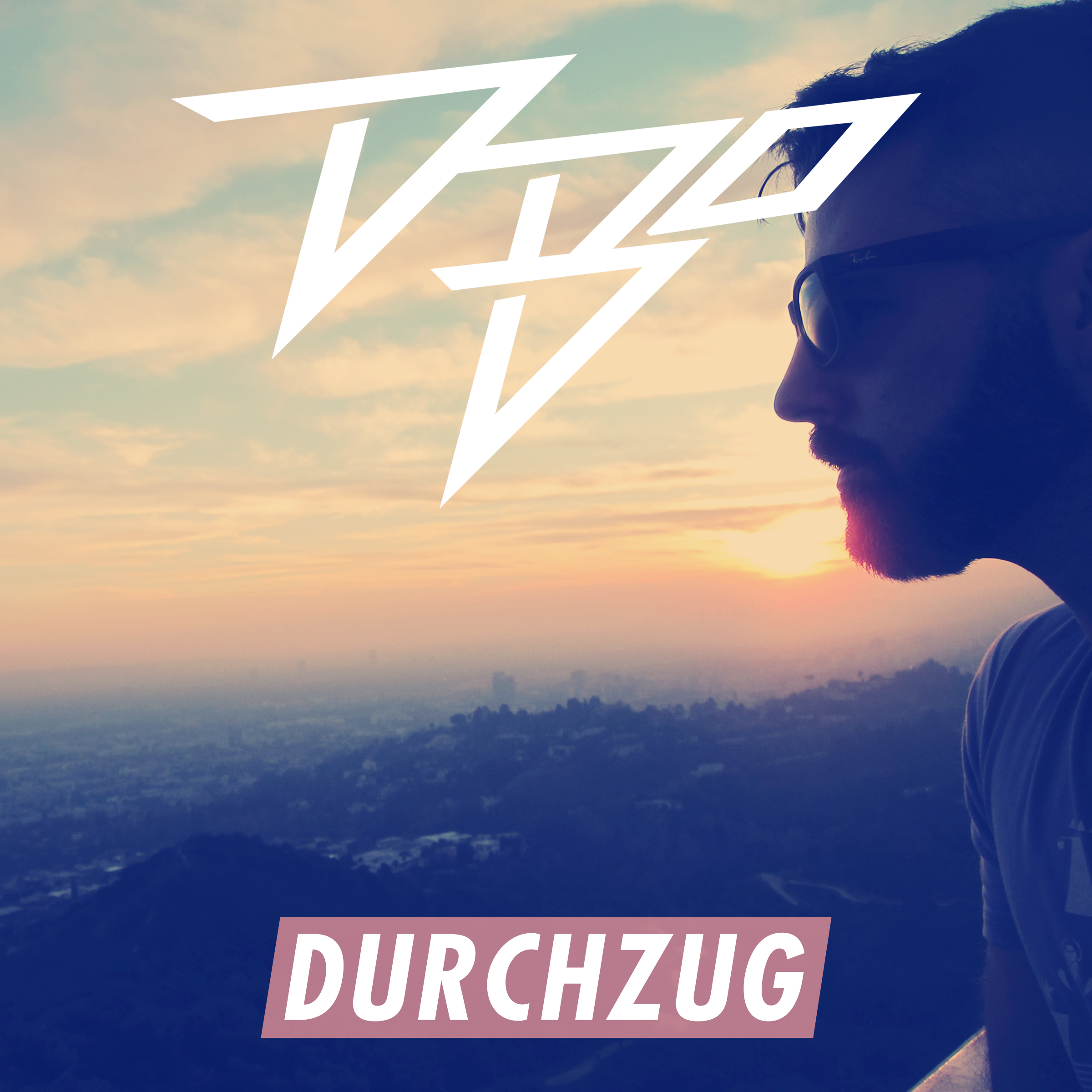
Cover der Single „Durchzug“
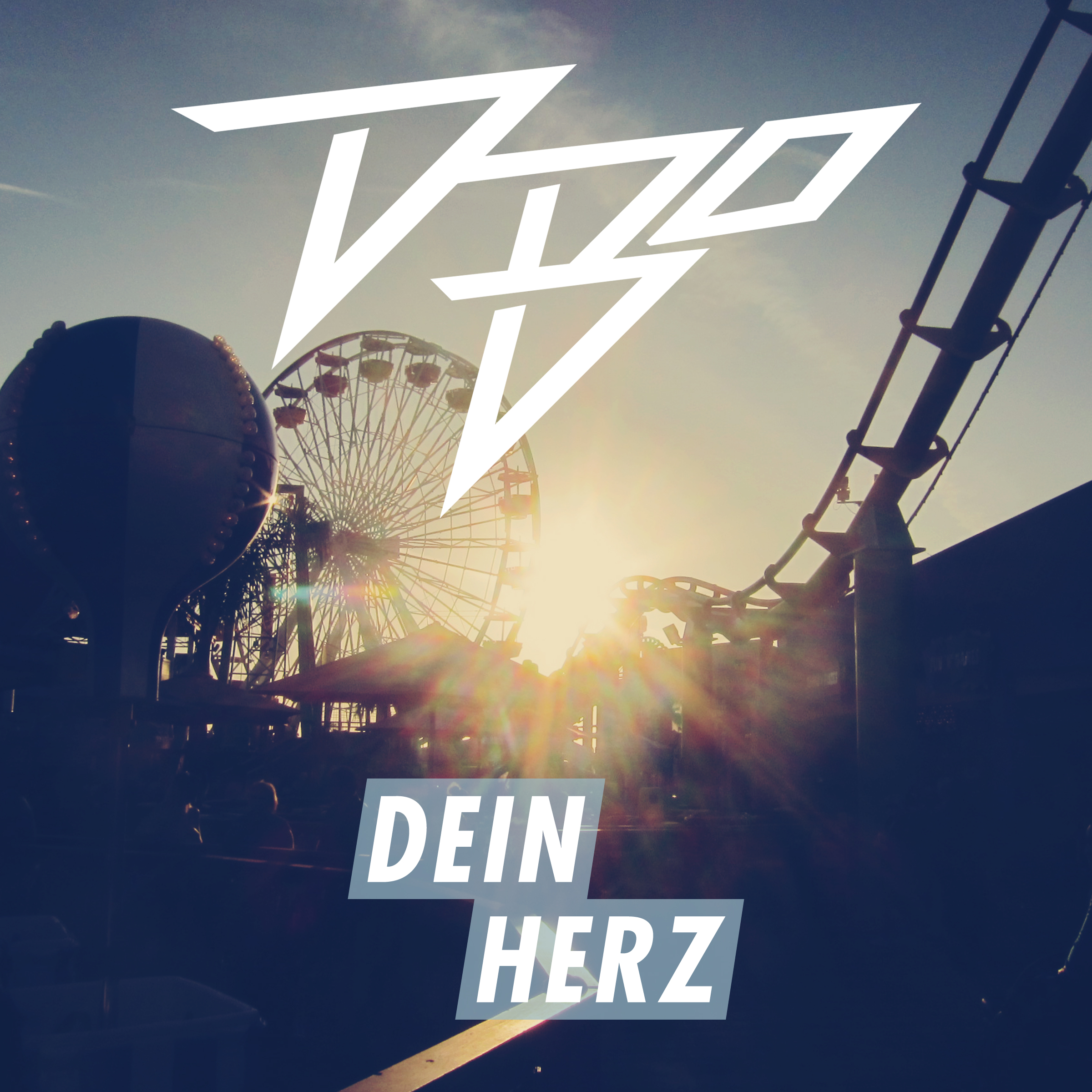
Cover der Single „Dein Herz“

Neben den Videos zu den Single-Veröffentlichungen erschienen zusätzlich Musikvideos zu zwei weiteren Stücken. Bereits Ende 2011 wurde ein Video zum Remix von RAF Camora und Benno des Stücks Blumen veröffentlicht. Anfang September 2012 erschien zudem ein Video zum Lied Hotpants. Als weiteres Marketing-Element wurden fünf kurze Teaser gedreht. Diese wurden im Zeitraum vom 28. Juli bis zum 8. August 2012 veröffentlicht. Eine für Februar 2013 angekündigte Tournee von D-Bo und Hardsoul wurde einen Monat vor Beginn abgesagt.

## Rezeption

### Charts
Kopffick mit Niveau erreichte 2013 mit Platz 79 für eine Woche die deutschen Albumcharts.

### Kritik
Die E-Zine Laut.de bewertete Kopffick mit Niveau mit zwei von möglichen fünf Punkten. Die Redakteurin Dani Fromm lobt in ihrer Rezension, dass sich D-Bo über Trends hinwegsetze. D-Bo behandele „Zwischenmenschliches oder immer wieder kehrende Gefühlslagen“ und breche „Lanze um Lanze für das Traumtänzertum.“ Auch der Mut des Musikers, das Thema einer Beziehung in Dein Herz „in einem schwulen Kontext anzusiedeln“ wird positiv hervorgehoben. Die Produktionen der Lieder seien dagegen miserabel. So zeichnen die Melodien durch „billige Synthies, angestaubte Wind-Effekte und vorgestrige Disco-Rhythmen“ aus. Des Weiteren wird der Vortrag D-Bos negativ gewertet. Aus Sicht Fromms sei dieser holprig und bediene „sich derart schlichter Reimstrukturen, dass es an Unverfrorenheit“ grenze. Im Text zu Durchzug, in dem der Rapper einen Reim auf „Ex“ nicht zu Ende bringe, trete zudem die „Verklemmtheit“ D-Bos zutage. Dies gelte auch für das Cover des Albums, auf dem die „provokante Vokabel ‚Kopffick‘“ mit „albernen Sonderzeichen“ ausgeixt werde.
In einer auf der Internetseite Rap.de veröffentlichten Rezension erhielt das Album zwei von möglichen zehn Punkten. Die Melodien seien gut produziert und wechseln zwischen „den Genres Dubstep, Drum and Bass, Techno und Elektromusik.“ Aus Sicht des Redakteurs Phil Weichert sei jedoch „Monotonie das vorherrschende Grundgefühl der Parts“ des Rappers. So verfüge D-Bo trotz langjähriger Tätigkeit als Rapper über keinen „souveräne[n] Flow.“ Auch inhaltlich wird Kopffick mit Niveau negativ kritisiert. In den Texten treffen „hohle Phrasen […] auf dauernde Wiederholung einzelner Wörter.“ Abgesehen von Max Mostleys Beitrag auf dem Lied Ist Okay findet der Redakteur Lob für die Gastbeiträge von RAF 3.0, Emine Bahar und Max Mostley. Das Stück Dein Herz gehöre zu den wenigen Höhepunkten, wohingegen Ist Okay „den sowohl inhaltlichen wie musikalischen Tiefpunkt des Albums“ liefere. Zusammenfassend enthalte D-Bos Album „73 Minuten Inhaltslosigkeit“ und der Hörer suche echtes Niveau vergebens.